# Adeline Software International
Adeline Software International foi uma desenvolvedora de jogos eletrônicos fundada em fevereiro de 1993, como uma empresa filial da Delphine Software International com sede em Lyon, França. A maior parte da equipe veio da Infogrames, outra empresa francesa de desenvolvedora de jogos eletrônicos, depois de um desentendimento sobre as sequências do jogo Alone in the Dark.

## História
A empresa empregava 21 pessoas, incluindo artistas gráficos, programadores e músicos. Cinco membros compunham o núcleo da equipe: Frédérick Raynal (director criativo), Yael Barroz (artista computador responsável de cenário), Didier Chanfray (diretor artístico), Serge Plagnol (diretor técnico) e Laurent Salmeron (gerenciador de recursos).
Após o lançamento de Little Big Adventure 2, em 1997, a equipe principal foi vendida para a Sega, tornando-se "No Cliché"  e deixando Adeline como um grupo vazio dentro Delphine Software International.
Anos após o fim, a marca foi revivida em 2002 pela Delphine Software International, com um novo jogo em desenvolvimento o Moto Racer Advance, lançado para Game Boy Advance. No entanto, nenhum membro da equipe original da Adeline foram envolvidos no desenvolvimento. Essa nova equipa da Adeline também foi encarregado de desenvolver o jogo Flashback Legends, uma sequela da série Flashback, que acabou sendo cancelado em 2003. Em Julho de 2004 marcou a morte definitiva da Adeline.
Um terceiro jogo Little Big Adventure tem sido um tópico falando desde 2000.

## Jogos
- Little Big Adventure (1994)
- Fade to Black (1995)
- Time Commando (1996)
- Little Big Adventure 2 (1997)
- Moto Racer Advance (2002)
- Flashback Legends (cancelado)